# غشاء الفطر

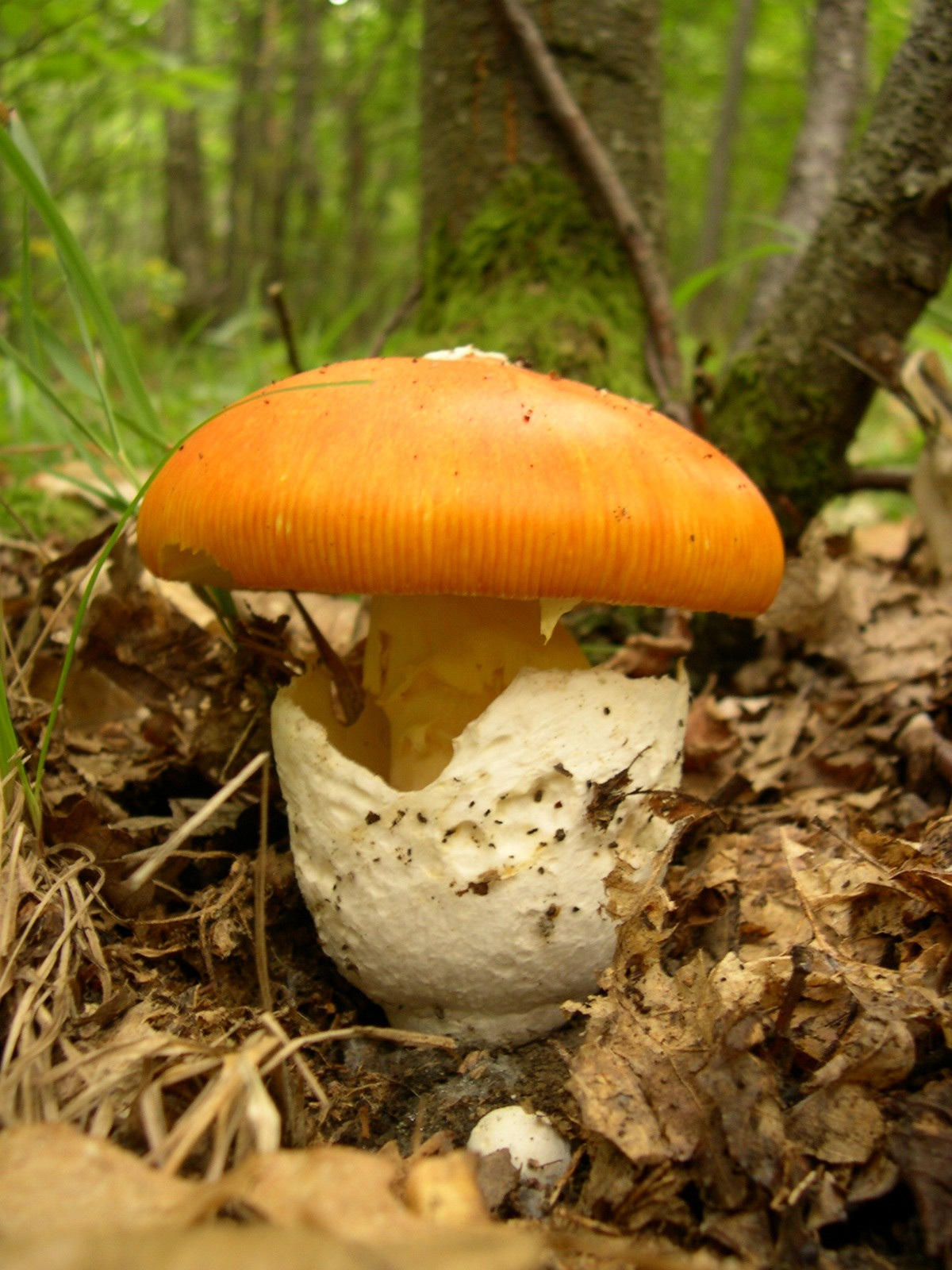
غشاء الفطر هي السمة البارزة على شكل كوب في سويقة أمانيت قيصري.

غشاء الفُطْر هو هيكل شبيه بالكوب حول قاعدة السويقة في بعض النباتات الفطرية وهو من بقايا الحجاب العام أو بقايا الصفينة الذي يحيط بأجسام الثمار غير الناضجة منها. يعد وجود غشاء الفطر مقياس عياني مهم لتحديد الفطر البري فهي ميزة مهمة من الناحية التصنيفية يسهل ملاحظتها. هذا له أهمية خاصة بسبب العدد الكبير غير المتناسب من الأنواع السامة القاتلة الموجودة داخل تلك العائلة.